# Scholtzicoris
Scholtzicoris is een geslacht van wantsen uit de familie van de Miridae (Blindwantsen). Het geslacht werd voor het eerst wetenschappelijk beschreven door Schuh in 2016.

## Soorten
Het genus is monotypisch en bevat alleen de volgende soort:

- Scholtzicoris linnavuorii Schuh, 2016